# Nokia Lumia 830
Le Lumia 830 est un téléphone mobile de type smartphone conçu et assemblé par le constructeur Microsoft Mobile (sous la marque Nokia) et fonctionnant sous le système d'exploitation Windows Phone 8.1.
Téléphone de milieu de gamme, il succède au Nokia Lumia 820 au sein de la famille Microsoft Lumia. Annoncé lors de l'IFA de 2014, il est disponible en Europe à partir d'octobre 2014. C'est le dernier téléphone vendu sous la marque Nokia.
Le Nokia Lumia 830 fonctionne avec le système d'exploitation Windows Phone 8.1 et bénéficie de la mise à jour Lumia Denim. Puis a été mise à jour vers Windows 10 mobile en 2016.